# Теория одноэлектронной Вселенной
Теория одноэлектронной Вселенной — гипотетическая модель Вселенной, в которой все электроны являются одним электроном, находящимся попеременно в разных точках пространства. Предпосылкой для создания гипотезы являлся принцип тождественности электронов, то есть невозможность экспериментально различить два электрона. Основоположником гипотезы считается Ричард Фейнман. Ввиду своей простоты гипотеза может быть сформулирована в рамках школьной программы по физике.

## Формулировка
Рассмотрим для простоты двумерную Вселенную — одна ось пространства и одна ось времени. В пространстве-времени начертим произвольную кривую. Укажем направление обхода этой кривой. Выделим две части этой кривой: та часть, которая идёт вправо (синяя линия) и та часть, которая идёт влево (красная линия). Эти цвета соответствуют электрону и позитрону. Фрагментируем время: разделим ось времени на множество составляющих, при этом шаг разбиения может быть различным. Выберем на каждой полосе только одну составляющую кривой. Проделав всё это, мы имеем Вселенную, в которой в каждый момент времени всегда существует только один электрон, при этом может показаться, что их несколько (на рисунке такое число достигает четырёх).

## История создания
Фейнман пришёл к своей основной идее, когда он был студентом в Принстоне весной 1940 года, во время телефонного разговора со своим профессором физики Джоном Уилером. В речи при получении Нобелевской премии Фейнман следующим образом передаёт эту историю: «Фейнман, — сказал Уилер, — я знаю, почему все электроны обладают одним и тем же зарядом и одной и той же массой». «Почему?» — спросил Фейнман. «Потому, — ответил Уилер, — что все они являются одним и тем же электроном!»
В 1948 году Ричард Фейнман разработал математический подход к квантовой теории, в котором античастица рассматривалась как частица, движущаяся обратно во времени.

## Проблемы теории
- Электронейтральность Вселенной. По этой теории число электронов должно быть или равным числу позитронов или отличаться на единицу. Однако во Вселенной количество электронов преобладает над количеством позитронов (вот почему, когда Уилер описал свою гипотезу, Фейнман сразу же спросил его: «Но, профессор, вокруг нас нет столько позитронов, сколько электронов». «Хорошо, — парировал Уилер, — может быть, они скрываются в протонах или ещё в чём-нибудь»).[1]
- Трудности при объяснении некоторых реакций элементарных частиц.
- Достаточно создать одну пару электрон-позитрон, а потом их же аннигилировать, и тогда мировая линия электрона замкнется в кольцо, никак не связанное с мировой линией другого электрона, значит, электрон не один.
- Найти объяснение тому, как мог бы электрон находиться одновременно в разных местах, создавая иллюзию преобладания количества электронов над протонами.